# Ring Hoofddorp
Ringweg Hoofddorp is een ongeveer 18 kilometer lange ringweg rond Hoofddorp in de gemeente Haarlemmermeer. De ringweg bestaat voor ongeveer de helft uit autoweg en voor een kwart uit autosnelweg.

## Ringweg Noord
De noordelijke helft van de ringweg Hoofddorp bestaat uit de Kruisweg en de Weg om de Noord, beide onderdeel van de N201. Ook de Drie Merenweg maakt onderdeel uit van het noordelijke deel van de ringweg. Aan het begin en einde van de Weg om de Noord zijn er kruisingen. De Weg om de Noord kent een ongelijkvloerse afslag, gelegen bij de Hoofdweg die naar het centrum leidt. De Weg om de Noord is sinds 2010 voorzien van verlichting naar aanleiding van een serie ongevallen, soms met dodelijke afloop. Na deze kruising volgt het tweede deel Kruisweg tot aan de kruising met de Hoofddorpdreef, om vervolgens via deze weg aan te sluiten op de A4.

## Ringweg Oost
De oostelijke helft van de ringweg Hoofddorp bestaat uit de parallelrijbanen van autosnelweg A4. Het gaat hier om het gedeelte tussen afritten 3 en 3a. De Nelson Mandeladreef verbindt de A4 met de Bennebroekerweg.
Voordat de parallelbanen van de A4 bij Hoofddorp waren aangelegd, bestond de oostelijke helft van de ringweg Hoofddorp uit de Van Heuven Goedhartlaan en de Spoorlaan.

## Ringweg Zuid
De zuidelijke helft van de ringweg Hoofddorp bestaat uit de Bennebroekerweg (tussen de Nelson Mandeladreef en de Spoorlaan) en de Nieuwe Bennebroekerweg. Laatstgenoemde weg loopt parallel aan de (oude) Bennebroekerweg. De Nieuwe Bennebroekerweg kruist de Hoofdweg bij een van de drie Calatravabruggen. Even verderop, bij de Toolenburger Plas, is er een rotonde die de woonwijk Toolenburg-Zuid met de ringweg verbindt. Daarna volgt er een viaduct voor bussen die over de weg loopt. De Nieuwe Bennebroekerweg loopt door middel van een viaduct over de IJweg heen en even verderop is er een rotonde die de woonwijk Floriande met de ringweg verbindt. Door middel van een andere kruispunt loopt de Nieuwe Bennebroekerweg over in de Drie Merenweg, die onderdeel is van de ringweg west.

## Ringweg West
De westelijke helft van de ringweg Hoofddorp bestaat uit de Drie Merenweg. De Drie Merenweg is onderdeel van de N205, een N-weg die van Nieuw-Vennep naar Haarlem loopt. De Drie Merenweg is een doorlopende weg zonder afslagen direct tussen het nieuwbouwproject Boseilanden en de woonwijk Floriande in Hoofddorp. De Drie Merenweg kruist de Kruisweg (N201) door middel van een viaduct, naast de weg loopt dan de verhoogde busbaan van de voormalige Zuidtangent (thans lijn 300) richting Haarlem. Dit viaduct ligt ter hoogte van het Spaarne Gasthuis. Even verderop is er een T-splitsing waarbij je een zijtak van de Drie Merenweg kan oprijden (verwarrend maar allebei de wegen heten Drie Merenweg), de N205 gaat verder richting Vijfhuizen en Haarlem. Verderop is er een T-splitsing met de Kruisweg (N201). Deze is onderdeel van de ringweg noord. In de toekomst wil de gemeente een kruispunt van deze T-splitsing maken. De weg zal dan ook aansluiten op de Waddenweg, die door de woonwijk Floriande loopt.

## Foto's

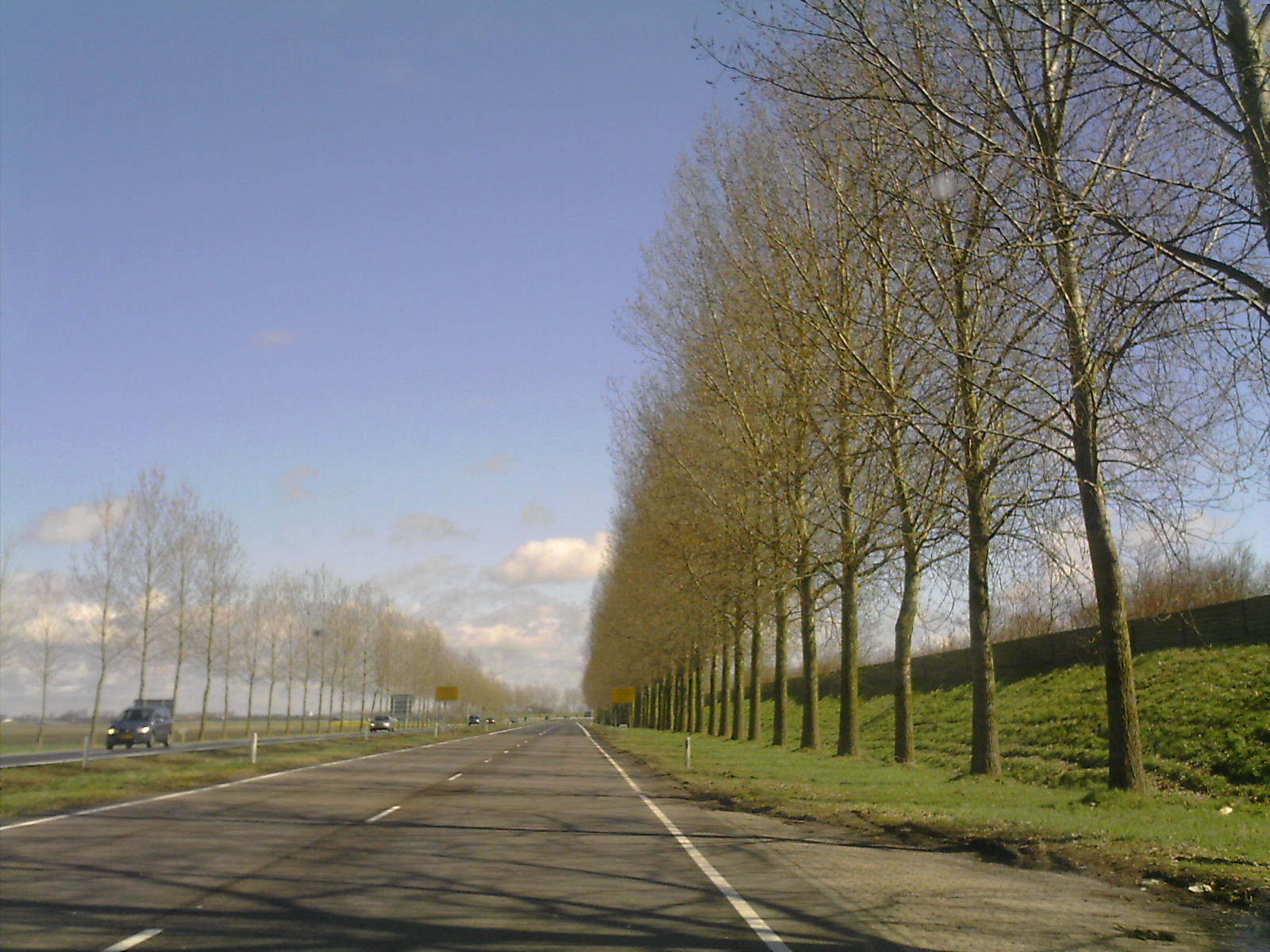
Weg om de Noord (Ringweg Noord)
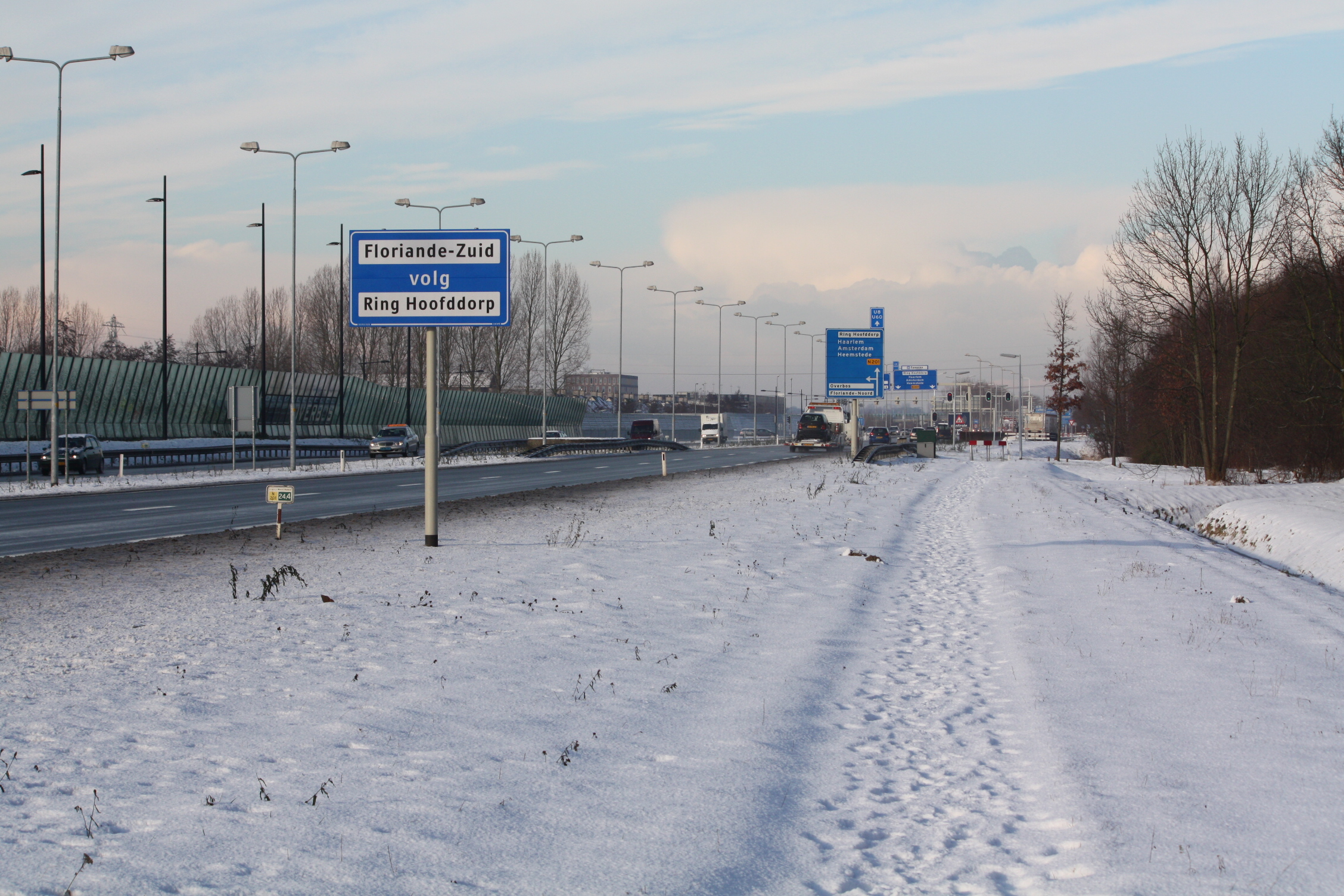
Kruisweg (Ringweg Noord)
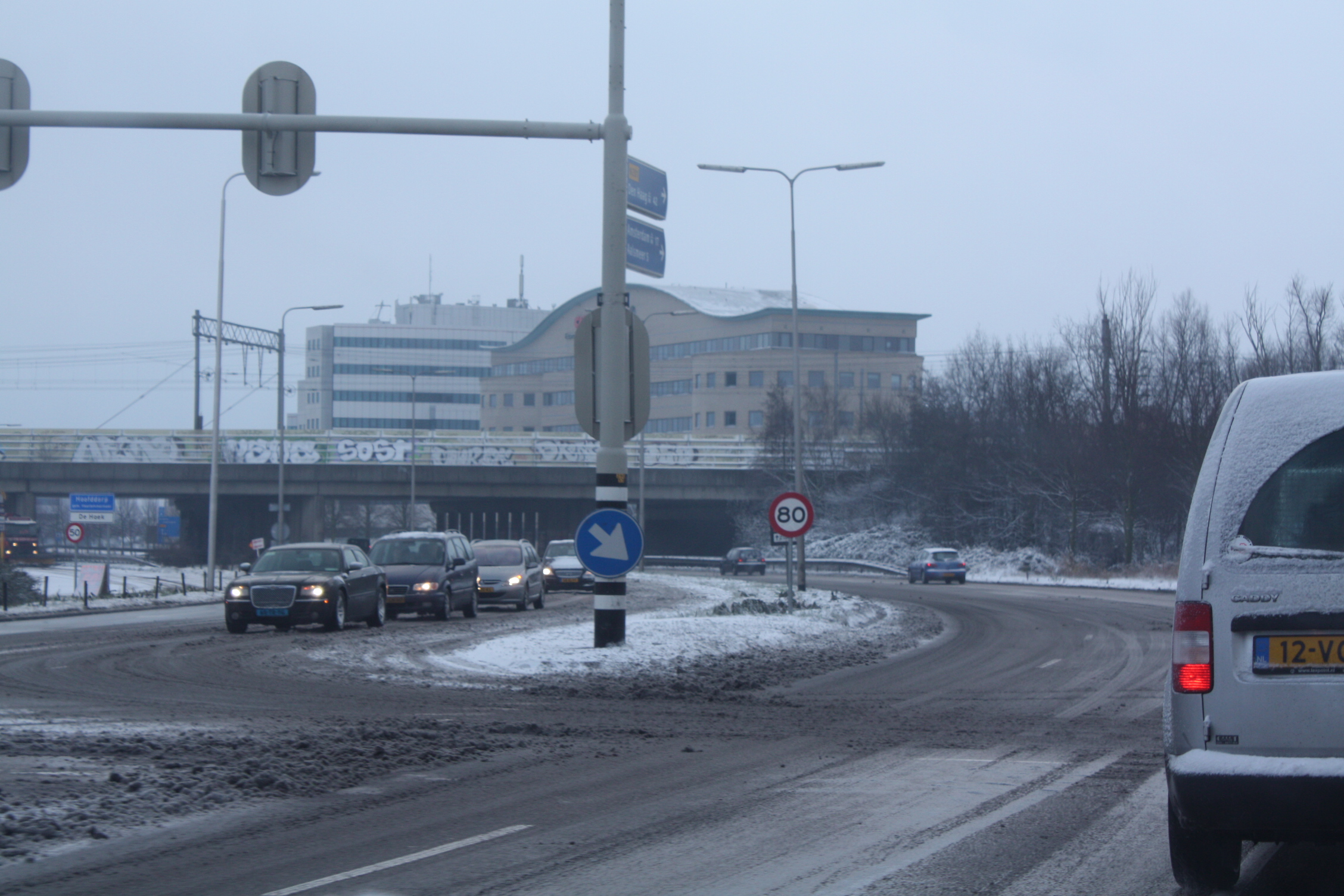
Kruising N201 met Van Heuven Goedhartlaan.
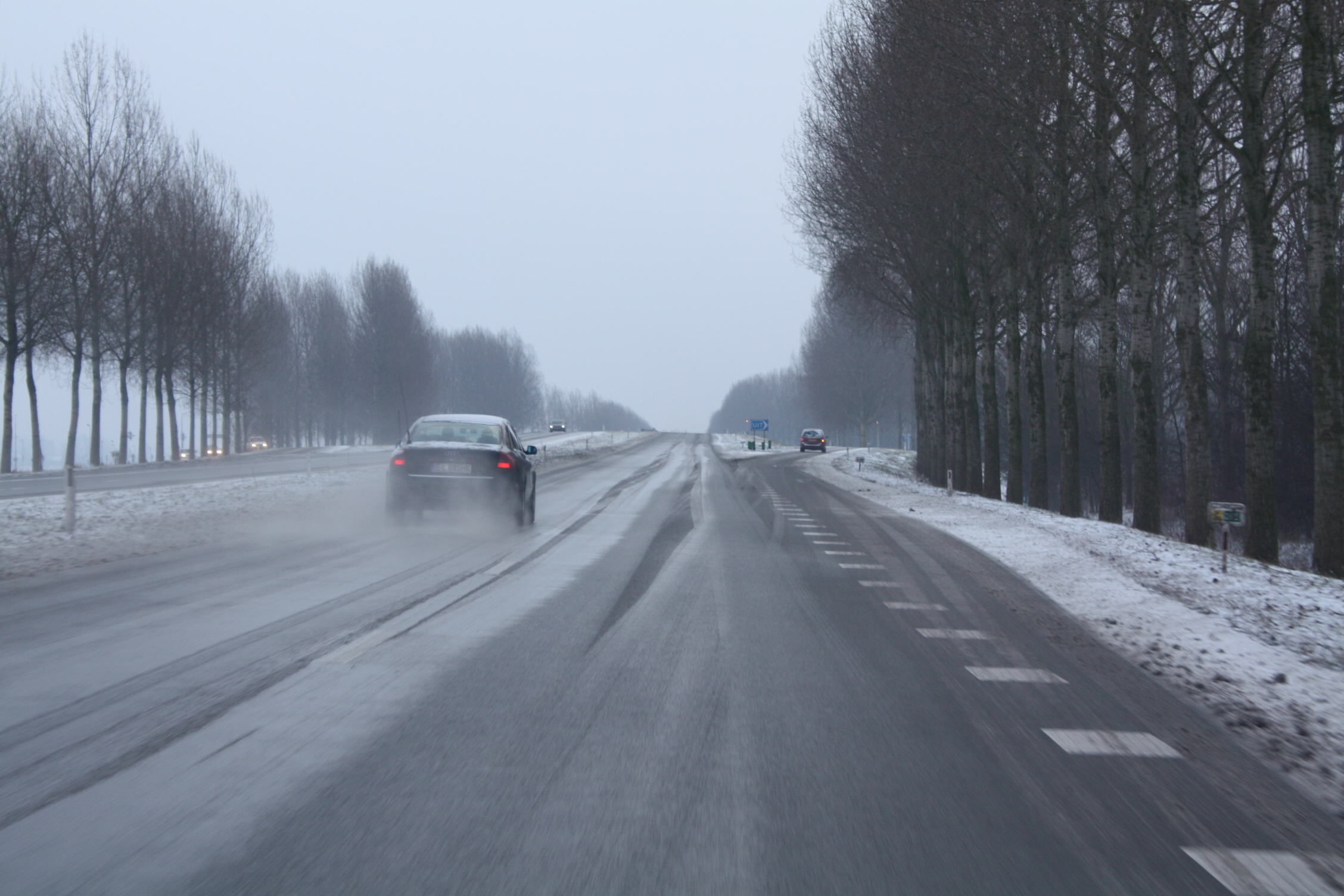
Weg om de Noord ter hoogte van aansluiting Hoofdweg (Ringweg Noord)

Almelo · Almere · Alkmaar · Alphen aan den Rijn · Apeldoorn · Assen · Barendrecht · Bergen op Zoom · Den Haag · Dordrecht · Eindhoven · Enschede · Groningen · 's-Hertogenbosch · Hilversum · Hoofddorp · Houten · Leeuwarden · Oud-Beijerland · Parkstad Limburg · Sneek · Tilburg · Utrecht · Weert · Zoetermeer · Zwolle

Ringwegen geheel uitgevoerd als autosnelweg: Amsterdam · Rotterdam

Opgeheven: Maastricht